# Eriinae
Eriinae é uma subtribo de plantas da família das orquídeas (Orchidaceae) que pertence à tribo Podochileae, subfamília Epidendroideae no grupo das "Epidendroideas superiores". São plantas verdes, geralmente com pseudobulbos e folhas articuladas; raízes com velame; flores cuja coluna em regra apresenta prolongamento podiforme, sem margens alargadas no ápice nem estipe e usualmente polínias ovoides presas a caudículo.
Algumas das espécies desta tribo, apesar de não serem particularmente vistosas, estão entre as preferidas dos colecionadores de orquídeas pois Eriinae inclui gêneros tão populares como Eria, Ceratostylis e Callostylis, Cryptochilus, Bryobium, e Pinalia, todos compostos por espécies de tamanho médio e fáceis de cultivar. Não há espécies nativas do Brasil apesar de muitas serem comuns em cultivo.

## Distribuição
Eriinae está dividida em 24 gêneros e XXX espécies. Epífitas, rupícolas ou raramente terrestres, são nativas do Sudeste Asiático, Índia e Sri-Lanka, norte da Austrália e Nova Zelandia, com um único gênero, Stolzia, na África tropical. Em regra habitam florestas tropicais perenes ou florestas subtropicais de altitude, são mais raras em florestas litorâneas úmidas ou áreas com forte alternância climática.}}

## Descrição
São plantas verdes epífitas, rupícolas or raramente terrestres, com variabilidade morfológica e floral bastante considerável. Apresentam raízes com velame e rizoma; geralmente tem pseudobulbos com folhas em seu ápice ou quando sem pseudobulbos, com folhas ao longo do caule, sempre articuladas, dísticas; inflorescências laterais com brácteas florais pubescentes ou glabras, algumas vezes vistosas; flores normalmente ressupinadas e discretas, com sépalas laterais fundidas perto do pé da coluna formando um mento, e pétalas livres menores que as sépalas, de coluna carnosa, com ou sem pé proeminente, normalmente sem asas, apresentando polínias ovoides ou clavadas, presas a claudículos, com estigma inteiro e um ou dois viscídios.

## Histórico
Esta subtribo foi proposta por George Bentham em 1881 sendo Eria seu gênero tipo.
Carl Ludwig von Blume foi o primeiro botânico a prestar atenção a estas plantas. Em 1825, estabeleceu inúmeros gêneros tais como Callostylis, Ceratium, Trichotosia, Dendrolirium, Oxystophyllum e Mycaranthes, que entretanto foram ignorados durante quase 200 anos pelos estudiosos subsequentes.
Ao longo dos anos, Lindley, Reichenbach, Bentham e Hooker gradualmente reduziram estes gêneros a sinônimos preferindo ampliar o conceito de Eria para conter quase todas estas espécies. Assim permaneceu este gênero até que Brieger em 1981 e Seidenfaden em 1982 publicaram suas revisões do gênero Eria. Seidenfaden dele separou Trichotosia e nomeou 41 subgêneros ou secções prevendo ainda sua divisão posterior em mais gêneros.
Dressler e Szlachetko assumiram atitudes diversas ao tratar desta subtribo e restabeleceram alguns dos antigos gêneros. Recentemente, estudos filogenéticos restabeleceram mais gêneros propostos por Blume, enquanto a aceitação de outros encontra-se ainda em discussão.

## Filogenia
As relações filogenéticas dentro da subfamília Epidendroideae são complicadas para a tribo Podochileae. Fixadas com parcimônia e modelo baseado em dados de análises individuais da sequência de DNA, não se obtiveram resultados conclusivos sobre seu exato posicionamento dentre os clados de Epidendroideae. Sabe-se porém que não estão próximas de Dendrobiinae ou Vandeae como se pensava duas décadas atrás.

## Gêneros
A classificação dos gêneros apresentados segue a taxonomia publicada recentemente em Genera Orchidacearum.
- Appendicula Blume - 131 espécies
- Ascidieria Seidenfaden - 2 espécies
- Bryobium Lindley - 7 espécies
- Callostylis Blume
- Campanulorchis Brieger
- Ceratostylis Blume
- Chilopogon Schlechter
- Conchidium Griff.
- Cryptochilus Wall.
- Cyphochilus Schlechter
- Dilochiopsis (Hook.f.) Brieger
- Epiblastus Schlechter
- Eria Lindley
- Mediocalcar J.J.Sm.
- Mycaranthes Blume
- Notheria P.O'Byrne & J.J.Verm.
- Oxystophyllum Blume
- Pinalia Buch.-Ham. ex D.Don
- Poaephyllum Ridley
- Podochilus Blume
- Porpax Lindley
- Sarcostoma Blume
- Stolzia Schlechter
- Trichotosia Blume